# Vallo di Nera
Vallo di Nera è un comune italiano di 335 abitanti della provincia di Perugia posto su una collina in apertura della Valnerina, la valle del fiume Nera. Per le sue pregevoli caratteristiche storiche e paesaggistiche è stato insignito di numerosi riconoscimenti. È uno de I borghi più belli d'Italia, Bandiera arancione del Touring club italiano, Comune Amico delle api e Città del Tartufo.

## Geografia fisica
- Classificazione climatica: zona E, 2128 GR/G

## Storia
Testimonianze archeologiche avvalorano la tesi dell'esistenza di remoti insediamenti riconducibili alle popolazioni autoctone di questa valle già nell'VIII secolo a.C.
Nel periodo compreso tra il IV e il II secolo a.C. iniziò l'epoca storica della Valdinarco e la successiva romanizzazione, testimoniata da ritrovamenti archeologici. A partire dal 1177 Vallo di Nera divenne feudo del duca germanico di Spoleto Corrado di Ursligen. Sul colle di Flezano sorse una fortificazione, la Rocca de Valle. Nel 1198 il Duca Corrado fu costretto a cedere i feudi alla Chiesa e nel 1217 Jacopo Capocci, podestà del Comune di Spoleto, concesse formalmente agli abitanti di Vallo di Nera il possesso del Colle di Flezano e il diritto di erigervi un castello, in cambio di protezione e difesa da parte di Spoleto. Nacque così il Castrum Valli, importante punto strategico di controllo della viabilità. Una pergamena notarile conservata presso la sezione dell'Archivio di Stato di Spoleto attesta e descrive la concessione. Ne XIV e XV secolo il munito castello di Vallo era il più popoloso della Valdinarco. Nel 1523 il governatore pontificio di Spoleto, Alfonso Di Cardona fu ucciso da Petrone da Vallo presso il ponte sul Nera. Petrone , insieme a Picozzo Brancaleoni, aveva guidato la rivolta dei castelli contro Spoleto.  Dopo l'Unità d'Italia, nel 1881 al comune di Vallo di Nera viene aggregato quello di Meggiano-Paterno.

## Monumenti e luoghi d'interesse
Vallo di Nera è un paese-monumento. Le case in pietra sono cinte da mura e da torri e conserva intatta la sua struttura urbanistica medievale, con stretti vicoli sormontati da archi.

### Chiesa di Santa Maria

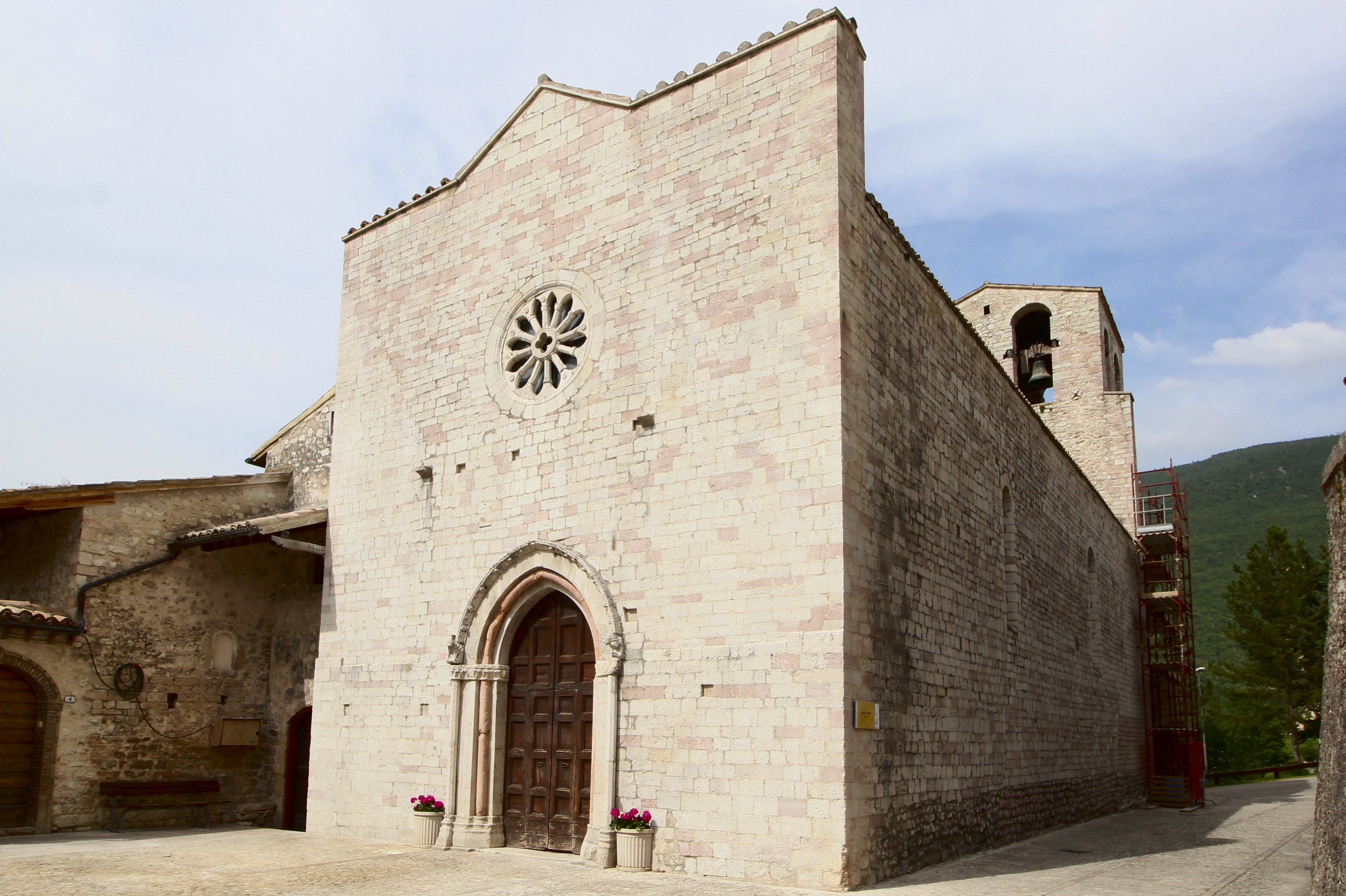
Chiesa di Santa Maria

La chiesa francescana di Santa Maria contiene vari affreschi (anche in sagrestia) di scuola giottesca tra cui la celebre "Processione dei Bianchi" dipinta da Cola di Pietro da Camerino nel 1401.

### Edifici vari
Si ricordano inoltre la parrocchiale di San Giovanni Battista con affreschi di Jacopo Siculo e quella di Santa Caterina annessa all'ex convento delle terziarie francescane con resti di affreschi. Appena fuori dalle mura si trovano la chiesa di San Rocco e quella dell'Immagine delle Forche.
Per la visita al di fuori della santa messa, chiedere ai vicini di casa di ogni chiesa.
Sono, inoltre, visibili due pregevoli torri colombaie che si trovano nel cinquecentesco Borgo dei Casali.
Un circuito di trekking interno al centro storico propone la visita agli antichi forni a legna e un tour delle fonti storiche. Nel palazzetto di Portella, una delle due porte d'ingresso al paese-castello, si può visitare la Casa dei Racconti, centro di documentazione e raccolta del patrimonio letterario orale.

### Affreschi
Vallo di Nera: Affresco " Madonna con Bambino e angeli reggicortina.”
L’affresco è stato realizzato nella metà del XV secolo, è opera di un anonimo umbro e si trova sulla facciata di un’abitazione in via S.Caterina.
È un affresco devozionale raffigurante la Madonna con Bambino e angeli reggicortina.
L’opera, di alto valore storico e artistico è stata restaurato recentemente.
Vallo di Nera: Affresco del 1653 raffigurante “La Vergine tra S.Giovanni Battista e S.Francesco”, fatto eseguire dal vicario Giovanni di Mascio e realizzato da Achille di Valerio.
Accanto a tale affresco sono effigiati lo stemma dei nobili Cesi di Acquasparta, patrocinatori della comunità di Vallo di Nera presso la Curia romana e lo stemma cardinalizio di Bartolomeo Cesi, legato pontificio e del comune di Spoleto.
L’affresco è situato nell’ex palazzo comunale di Portella (una delle due porte di accesso al paese-castello).

## Società

### Evoluzione demografica
Abitanti censiti

## Infrastrutture e trasporti

### Ferrovie
Dal 1926 al 1968 Vallo di Nera fu servita (tramite l'omonima stazione) dalla ferrovia Spoleto-Norcia, una linea a scartamento ridotto che collegava Spoleto con Norcia, che rimase in esercizio dal 1º novembre 1926 al 31 luglio 1968, quando fu soppressa. Le tracce della ferrovia sono quasi tutte conservate, il sedime è stato convertito in una pista ciclabile.

## Amministrazione
| Periodo        | Periodo        | Primo cittadino  | Partito                 | Carica  | Note  |
| -------------- | -------------- | ---------------- | ----------------------- | ------- | ----- |
| 11 luglio 1985 | 9 giugno 1990  | Nardo Dominici   | Democrazia Cristiana    | Sindaco | [ 5 ] |
| 9 luglio 1990  | 23 aprile 1995 | Agnese Benedetti | Democrazia Cristiana    | Sindaco | [ 5 ] |
| 24 aprile 1995 | 13 giugno 1999 | Agnese Benedetti | Lista civica            | Sindaco | [ 5 ] |
| 14 giugno 1999 | 13 giugno 2004 | Agnese Benedetti | Lista civica            | Sindaco | [ 5 ] |
| 14 giugno 2004 | 7 giugno 2009  | Fausto Dominici  | Lista civica            | Sindaco | [ 5 ] |
| 8 giugno 2009  | 25 maggio 2014 | Fausto Dominici  | Lista civica            | Sindaco | [ 5 ] |
| 26 maggio 2014 | 26 maggio 2019 | Agnese Benedetti | Impegno civico          | Sindaco | [ 5 ] |
| 27 maggio 2019 | in carica      | Agnese Benedetti | Continuare per crescere | Sindaco | [ 5 ] |